# Robotergesetze

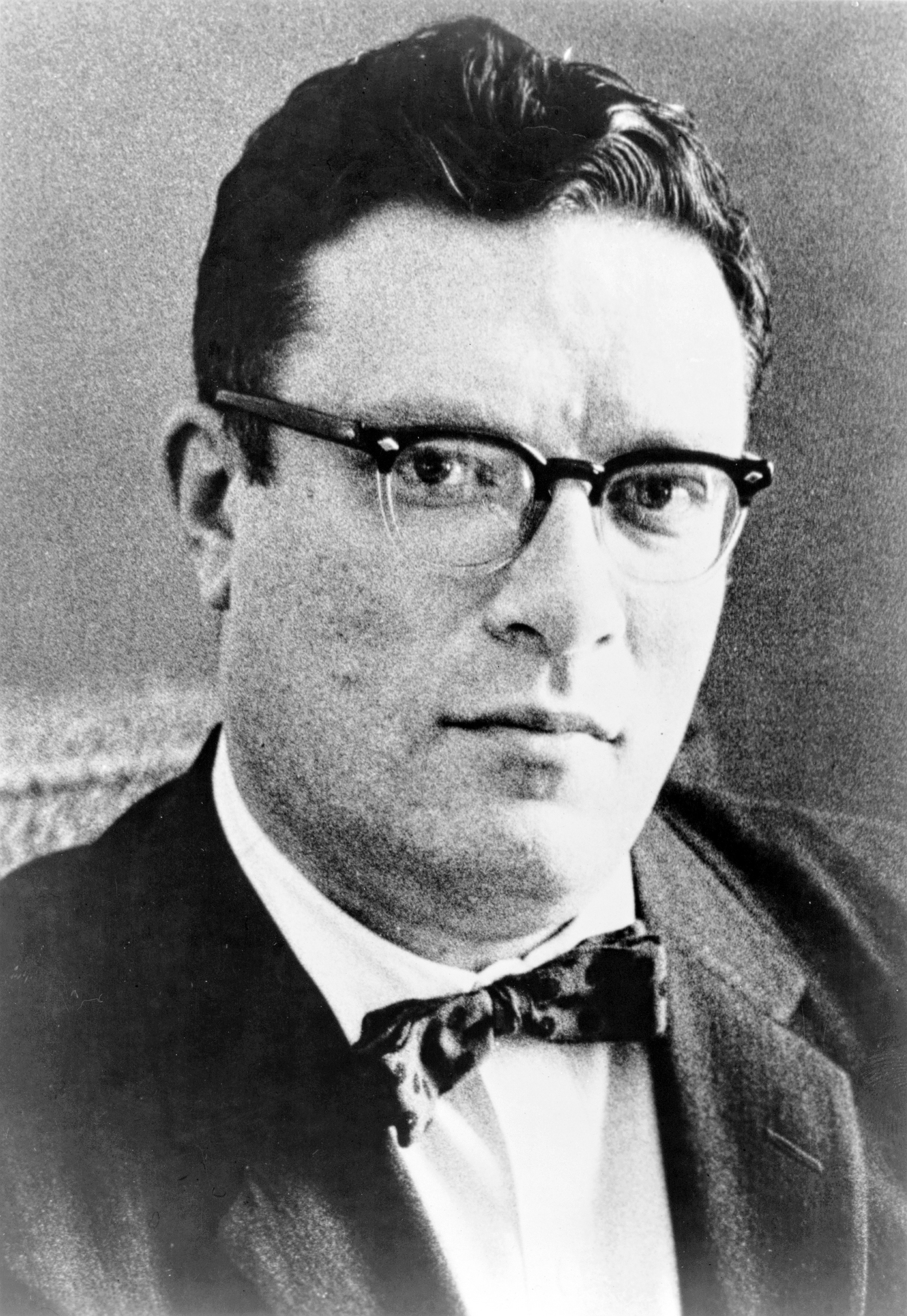
Isaac Asimov 1965

Die Robotergesetze (englisch Three Laws of Robotics) wurden von Isaac Asimov in seiner Kurzgeschichte Runaround (Astounding, 1942) als „Grundregeln des Roboterdienstes“ erstmals beschrieben.

## Allgemeines
Die Asimov’schen Gesetze lauten:
1. Ein Roboter darf kein menschliches Wesen (wissentlich[3]) verletzen oder durch Untätigkeit (wissentlich[3]) zulassen, dass einem menschlichen Wesen Schaden zugefügt wird.
2. Ein Roboter muss den ihm von einem Menschen gegebenen Befehlen gehorchen – es sei denn, ein solcher Befehl würde mit Regel eins kollidieren.
3. Ein Roboter muss seine Existenz beschützen, solange dieser Schutz nicht mit Regel eins oder zwei kollidiert.

Man beachte, dass die Gesetze hierarchisch aufgebaut sind. Sie bilden den Hintergrund der in Ich, der Robot (1950) gesammelten Science-Fiction-Erzählungen und prägen seither die Auffassung, was und wie ein Roboter sein sollte. Die von Asimov beschriebenen Roboter sind in ihrem Verhalten und ihren Entscheidungen an diese Gesetze gebunden.

### Zivile Nutzung
Konkrete Schritte zur Programmierung von Industrie- und Haushaltsrobotern können heute daraus nicht abgeleitet werden – hier gelten derweil verschiedene Sicherheitsregeln (Maschinenrichtlinie).

### Militärische Nutzung
Roboter im militärischen Bereich (automatische Waffensysteme, Smart Bombs, Drohnen, Kampfroboter) folgen diesen Gesetzen nicht. Siehe auch Sicherheit von Robotiksystemen.

## Nulltes Gesetz
In den Romanen Der Aufbruch zu den Sternen und Das galaktische Imperium (OT: Robots and Empire) wurde ergänzend das „Nullte Gesetz“ abgeleitet, und die anderen Drei Gesetze entsprechend modifiziert:
1. Ein Roboter darf die Menschheit nicht verletzen oder durch Passivität zulassen, dass die Menschheit zu Schaden kommt.
2. Ein Roboter darf keinen Menschen verletzen oder durch Untätigkeit zu Schaden kommen lassen, außer er verstieße damit gegen das nullte Gesetz.
3. Ein Roboter muss den Befehlen der Menschen gehorchen – es sei denn, solche Befehle stehen im Widerspruch zum nullten oder ersten Gesetz.
4. Ein Roboter muss seine eigene Existenz schützen, solange sein Handeln nicht dem nullten, ersten oder zweiten Gesetz widerspricht.

Galt in der ersten Version der Asimov’schen Robotergesetze noch der einzelne Mensch als die höchste zu beschützende Instanz, so steht in den neuen vier Robotergesetzen die Menschheit über dem einzelnen Menschen. Besonders hier wird die Konsequenz aus dem hierarchischen Aufbau der Gesetze deutlich, da ein Roboter die Unversehrtheit einer Masse von Menschen derjenigen eines Individuums vorziehen muss. Die Einführung des nullten Gesetzes ist deshalb als kritisch anzusehen, weil es Robotern die Möglichkeit gibt, einzelne Menschen absichtlich zu verletzen oder gar zu töten, um die Menschheit zu beschützen. Dies wirft die grundsätzliche Frage auf, inwieweit es Robotern erlaubt sein sollte, Menschen zu schädigen.
Ein solches Gesetz würde ein moralisches Dilemma ähnlich dem Trolley-Problem aufwerfen.

## Unzulänglichkeit
Scheinen die Gesetze auf den ersten Blick klar und einfach, so sind sie doch keineswegs „narrensicher“, insbesondere weil sie vom Menschen eben menschlich und damit unvollständig betrachtet werden. Asimov wollte die von ihm formulierten Gesetze auch nicht als perfekte Lösung verstanden wissen, sondern weist selber in seinen Geschichten deutlich auf Probleme und Grenzen ihrer Anwendung hin.
Die Robotergesetze führen zwangsläufig zu Paradoxien, weil – wie die zahlreichen ethischen Diskurse zeigen – hierarchische Regelsysteme dieser Art überhaupt unzureichend sind. Ethische Konfliktsituationen lassen sich nicht mit einfachen, subkomplexen Regeln lösen, andernfalls würde es überhaupt keiner kritischen Reflexionswissenschaft wie der Ethik bedürfen. Schon die einfache Frage, warum überhaupt das letzte Gesetz gelten soll, bedarf weiterer Hintergrundannahmen und -klärungen – und wird von einigen KI-Experten (z. B. Stuart Russell) abgelehnt. Paradoxien, die aufgrund dieser Gesetze unvermeidlich sind, werden in verschiedenen literarischen Werken und in Filmen dargestellt.
Im Film I, Robot sieht man zum Beispiel, dass die drei Gesetze nicht ausschließen, dass Roboter die Macht übernehmen, um die Menschheit vor sich selbst zu schützen. Dies geschieht, da das sehr hoch entwickelte Roboterhirn V.I.K.I. aus den ursprünglichen drei Gesetzen das nullte Gesetz ableitet, welches nach einiger fast schon philosophischer Überlegung tatsächlich aus den drei Grundgesetzen resultieren kann.
Als Rechtsnorm betrachtet, zeigt die dogmatische Auslegung der Robotergesetze, dass ihre Implementierung in entsprechende Einheiten zu nicht auflösbaren Widersprüchen führt.

## Neue Gesetze
In der Trilogie um den Roboter Caliban (das Konzept zu den Romanen um Caliban stammt noch von Asimov selbst, wurde jedoch von Roger MacBride Allen umgesetzt) werden die drei Gesetze komplett verworfen und die „neuen Gesetze“ entstehen:
- Ein Roboter darf keinen Menschen verletzen.
- Ein Roboter ist verpflichtet, mit Menschen zusammenzuarbeiten, es sei denn, diese Zusammenarbeit stünde im Widerspruch zum Ersten Gesetz.
- Ein Roboter muss seine eigene Existenz schützen, solange er dadurch nicht in einen Konflikt mit dem Ersten Gesetz gerät.
- Ein Roboter hat die Freiheit zu tun, was er will, es sei denn, er würde dadurch gegen das Erste, Zweite oder Dritte Gesetz verstoßen.

Caliban selbst ist der Prototyp eines Roboters, der an kein Gesetz gebunden ist.

## Trivia
In Anspielung auf die Robotergesetze nach Asimov enthält die robots.txt von last.fm diese Zeilen:

„Disallow: /harming/humans

Disallow: /ignoring/human/orders

Disallow: /harm/to/self“

In der dritten Folge der Fernsehserie Raumpatrouille werden die Roboter zum „Hüter des Gesetzes“ (Erstsendung: 15. Oktober 1966). So übernehmen sie die Herrschaft in einem Bergwerk, um die Menschen nach einem Streit davon abzuhalten, sich weiter selbst zu verletzen (siehe Gesetz 1). Dies ist eine Weiterentwicklung des Plots, der bereits 1941 Asimovs Erzählung Vernunft zugrunde liegt.